# Claughton
Claughton is een civil parish in het bestuurlijke gebied Wyre, in het Engelse graafschap Lancashire met 209 inwoners.